# Transformada ondícula

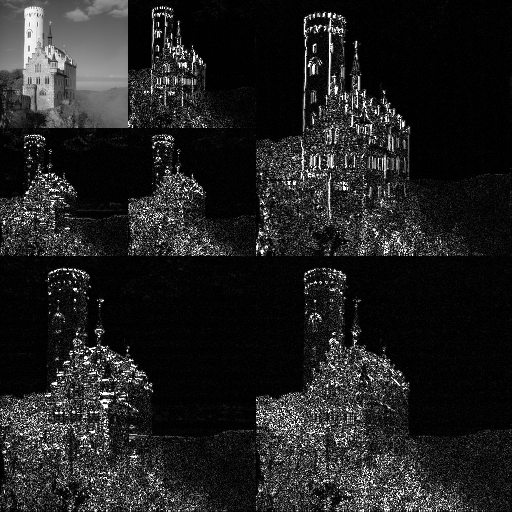
Un ejemplo de la transformada ondícula discreta utilizada en JPEG2000.

En matemáticas, una serie de ondículas es una representación de un cuadrado-integrable (real- o complejo-valorado) función por una serie ortonormal segura generada por una ondícula. Este artículo proporciona una definición formal, matemática de una  ondícula ortonormal y la integral de esta transformada.

## Principio
La idea fundamental de la transformada de ondícula tendría que permitir cambios únicos en extensión de tiempo, pero no en forma. Esto está afectado por la elección de funciones básicas adecuadas. Los cambios en la extensión de tiempo están esperados para conformar a la frecuencia de análisis correspondiente de la función de base. Basado en el principio de incertidumbre de procesamiento de señal,
Dónde t representa tiempo y ω frecuencia angular (ω = 2πf, donde f es frecuencia temporal).
Entre mayor resolución de tiempo requerido, menor debe ser la resolución en frecuencia. Entre más grande es la extensión de la ventana de análisis escogida, mayor es el valor de 
Cuándo Δt es grande,
1. Resolución de tiempo malo
2. Resolución de frecuencia buena
3. Frecuencia baja, grande scaling factor

Cuándo Δt es pequeño
1. Resolución de tiempo bueno
2. Resolución de frecuencia mala
3. Frecuencia alta, pequeño scaling factor

En otras palabras, la función de base Ψ puede ser considerada como una respuesta de impulso de un sistema con la función x(t) siendo filtrado. La señal transformada proporciona información sobre el tiempo y la frecuencia. Por tanto, la transformada de ondícula contiene la información similar a la transformada de fourier de tiempo corto, pero con propiedades especiales adicionales de las ondículas, los cuales aparecen en la resolución en tiempo en frecuencias de análisis más alto de la función de base. La diferencia en resolución de tiempo en frecuencias ascendentes para la la transformada de Fourier y transformada de ondícula está mostrado abajo.
Esto muestra que la transformada de ondícula es buena en resolución de tiempo de frecuencias altas, mientras para funciones de lenta variación, la resolución de frecuencia es destacable.

## Compresión de ondícula
La compresión de ondícula es una forma de compresión de datos bien convenida para compresión de imagen (a veces también compresión de vídeo y compresión de audio). Las implementaciones notables son JPEG 2000, DjVu y ECW para imágenes quietas, CineForm, y Dirac de la BBC. El objetivo es almacenar dato de imagen en el menor tamaño posible de archivo. La compresión de ondícula puede ser del tipo lossless o lossy.
Utilizando un compresión de ondícula, el wavelet métodos de compresión son adecuados para representar transients, como sonidos de percusión en audio, o alto-componentes de frecuencia en imágenes bidimensionales, por ejemplo una imagen de estrellas en un cielo de noche. Esto significa que los elementos transitorios de una señal de dato pueden ser representados por una cantidad más pequeña de información que sería el caso si algunos otro transformar, como el más extendido discreto cosine transformar, había sido utilizado.